# Ego Boy
| Årets häst     |                  |                |
| 1970           | 1971             | 1972           |
| Lyon           | Ego Boy          | Lyon           |
| Olle Elfstrand | Ingemar Olofsson | Olle Elfstrand |

| Årets häst     |                  |                   |
| 1972           | 1973             | 1974              |
| Lyon           | Ego Boy          | Grain             |
| Olle Elfstrand | Ingemar Olofsson | Stig H. Johansson |

Ego Boy, född 12 april 1967 i Orsa, död 3 juni 1974 på djursjukhuset i Strömsholm, var en svensk travhäst. Hingsten vann ett antal stora lopp under sin korta karriär 1970–1974 och utsågs till Årets Häst både 1971 och 1973. Ego Boy tränades under större delen av karriären av Rättvikstränaren Ingemar Olofsson.
1973 var Ego Boys mest segerrika år, där han bland annat vann Elitloppet och segrade i 18 av 23 lopp. Hästen ådrog sig stor uppmärksamhet och ökade intresset för travsport i Sverige.
I Elitloppet 1973 ställdes han i skiljeheat mot den amerikanske racern Flower Child. Efter lustempo i ett varv, satte Ingemar Olofsson full fart; och till publikens jubel höll han greppet hela vägen till mål. "-Oj, oj, oj; Ego Boy!" ropades det. Ego Boy var oftast så överlägsen att han vanligen vann med flera hästlängder.
Ego Boy avled 1974. Han ligger begravd i vinnarcirkeln på Rättviks travbana, där man varje år hyllar honom med loppet Ego Boys Minne.

## Statistik
- Starter/Placeringar: 67   50-9-1[2]
- Rekord: 1.13,8 AK[2]
- Prissumma: 671 030 kr[2]
- Härstamning: Ego Hanover (US) - Ankedorle (DE) e. Karl Theo (DE)[2]
- Född: 12 april 1967
- Död: 3 juni 1974
- Segrar: Elitloppet 1973, Hugo Åbergs Memorial 1973
- Årets Häst: 1971, 1973[2]
- Uppfödare: Tage Hedberg, Orsa[2]
- Tränare: Ingemar Olofsson[2]
- Kusk: Ingemar Olofsson